# Gare de La Croix-de-Méan
Pour les articles homonymes, voir Gare de Croix.
La gare de La Croix-de-Méan est une gare ferroviaire française de la ligne de Tours à Saint-Nazaire, située sur le territoire de la commune de Saint-Nazaire, dans le département de la Loire-Atlantique, en région Pays de la Loire.
C'est une halte voyageurs de la Société nationale des chemins de fer français (SNCF) desservie par des trains express régionaux des TER Pays de la Loire circulant entre Le Croisic ou Saint-Nazaire et Nantes.

## Situation ferroviaire
Établie à 5 mètres d'altitude, la gare de La Croix-de-Méan est située au point kilométrique (PK) 491,735 de la ligne de Tours à Saint-Nazaire entre les gares de Montoir-de-Bretagne et de Penhoët.

## Histoire
La gare a été inaugurée en 1866, un an après que le quartier de Méan situé à proximité du chantier de Penhoët soit détaché de la commune de Montoir-de-Bretagne pour intégrer celle de Saint-Nazaire.

## Service des voyageurs

### Accueil

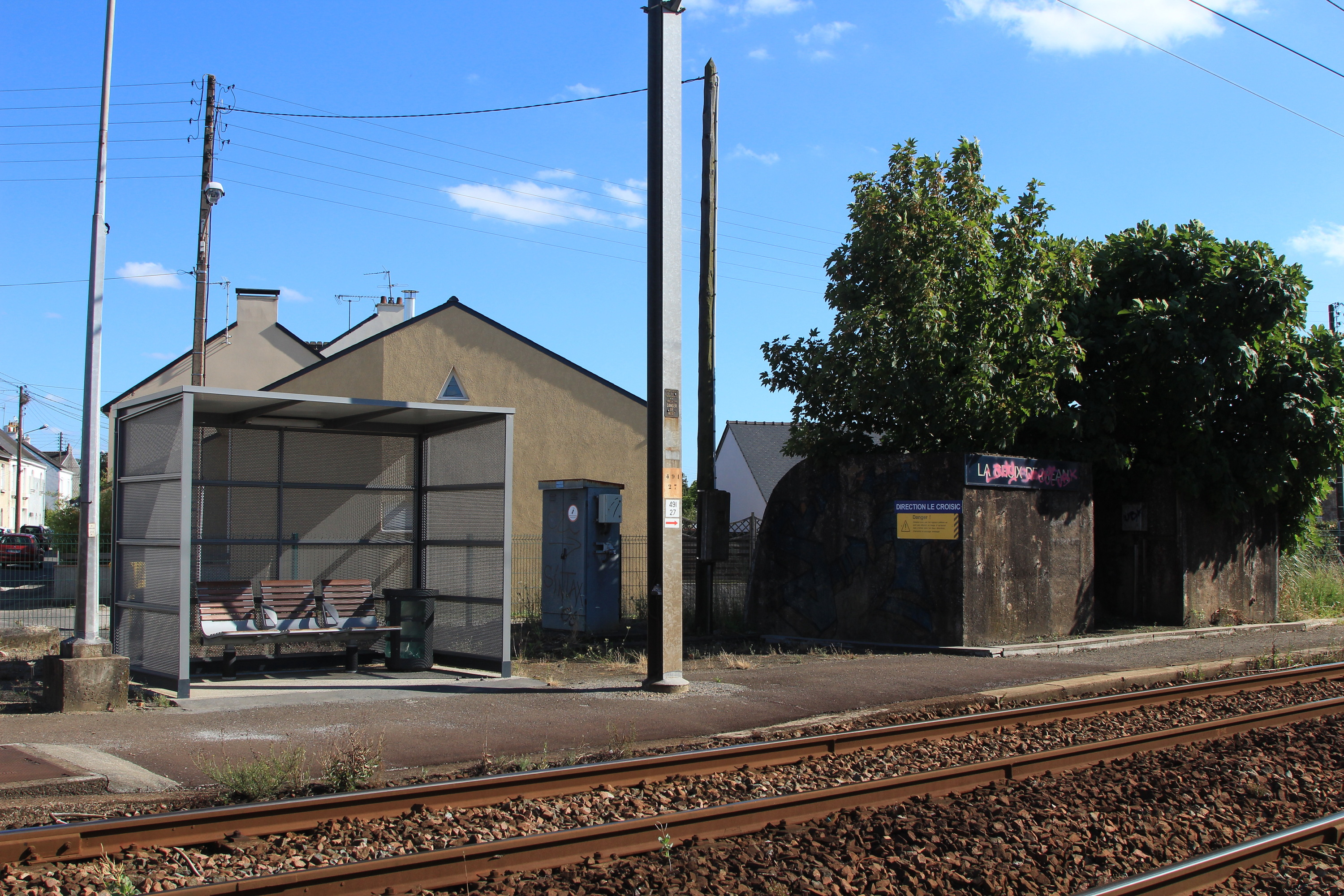
Abris et quai direction Saint-Nazaire et Le Croisic.

Halte SNCF La Croix-de-Méan est un point d'arrêt non géré (PANG), équipé de deux quais avec abris.

### Desserte
La gare est desservie par des trains TER Pays de la Loire circulant entre Saint-Nazaire ou Le Croisic et Nantes.

### Intermodalité
La gare est desservie par la ligne de bus U3 du réseau Ycéo.